# Dick Ket

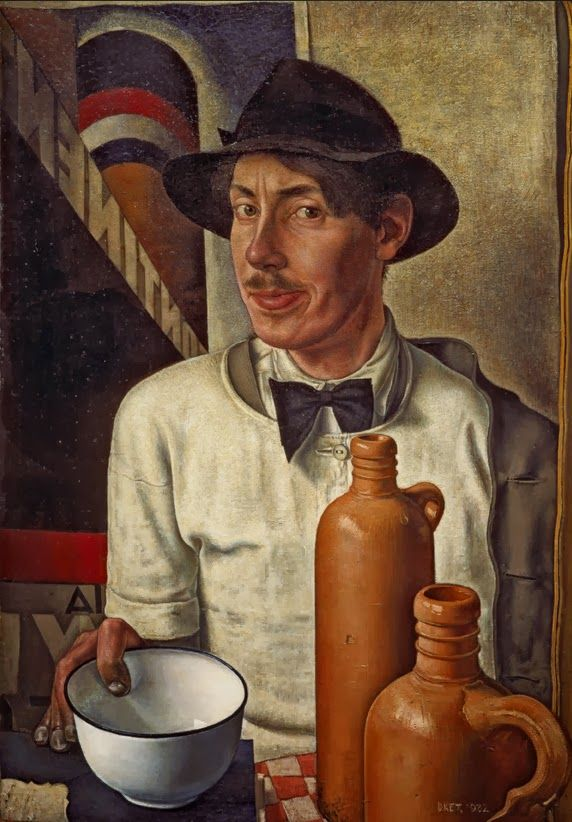
Selbstporträt

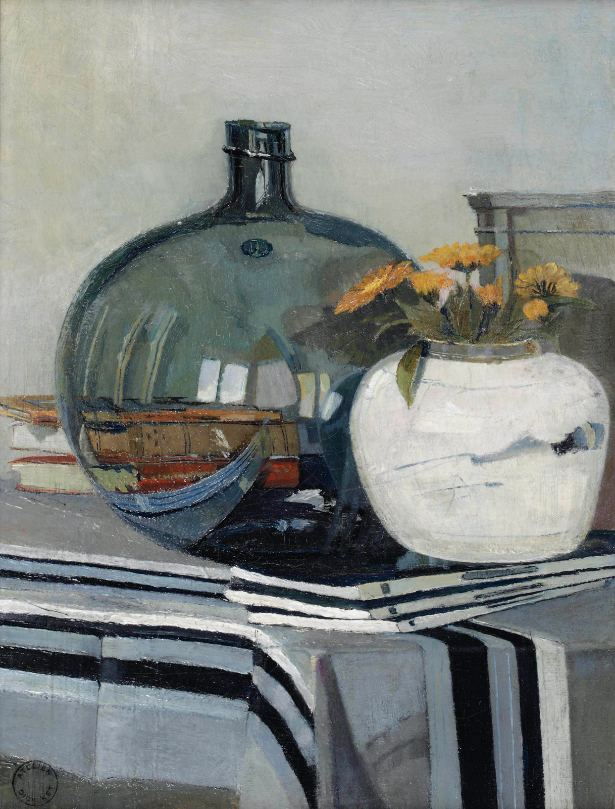
Stillleben 1925

Dirk Hendrik (Dick) Ket (* 10. Oktober 1902 in Den Helder; † 15. September 1940 in Bennekom in der Provinz Gelderland) war ein niederländischer Maler, Grafiker und Lithograf.
Er war Sohn von Libbe Ket, Apothekergehilfe, und Juliana Christina Otten. Dick Ket wurde mit einem schweren Herzfehler (vermutlich Fallot-Tetralogie mit Dextrokardie) geboren. Er hat das ganze Leben lang gelitten und ist daran im Alter von 38 Jahren gestorben.
Ket verbrachte seine Jugend von 1919 bis 1920 in Den Haag, von 1921 bis 1922 in Hoorn. Von 1922 bis 1925 studierte er an der Arnhemer Genossenschaft Kunstoefening (Zeichenschule für Bildende Kunst und Kunsthandwerk) in Arnhem bei Gerard van Lerven (1885–1966). Von 1929 bis 1930 wohnte er in Ede. Wegen seiner Krankheit verbrachte er den Rest seines Lebens in seinem elterlichen Haus in Bennekom.
Ket schuf etwa 140 Gemälde, darunter etwa vierzig Selbstporträts, einige Porträts anderer Personen, viele Stillleben und in früher Schaffensperiode impressionistische Landschaftsbilder, sowie Zeichnungen und grafische Arbeiten – Holzschnitte, Linoleumschnitte und Lithografien. Seit etwa 1929 wechselte er vom Impressionismus zur Neuen Sachlichkeit und Magischen Realismus. Er wurde 1935 Mitglied der Arti-et-Amicitiae-Gesellschaft.
1932 erhielt Ket den Willink van Collenprijs für ein Porträt des Vaters, der auf einem Stuhl mit Hut und Umhang saß. Im Jahr 1935 verlieh Königin Wilhelmina dem Maler die Goldmedaille für ein Selbstporträt mit Beret.
In seinen letzten Selbstporträts sind die Symptome seines fortschreitenden Leidens, wie Zyanose und Trommelschlägelfinger zu erkennen.
Zu den Museen mit Werken von Dick Ket gehören das Rijksmuseum Amsterdam, das Museum Arnhem und das Museum Boijmans Van Beuningen in Rotterdam.

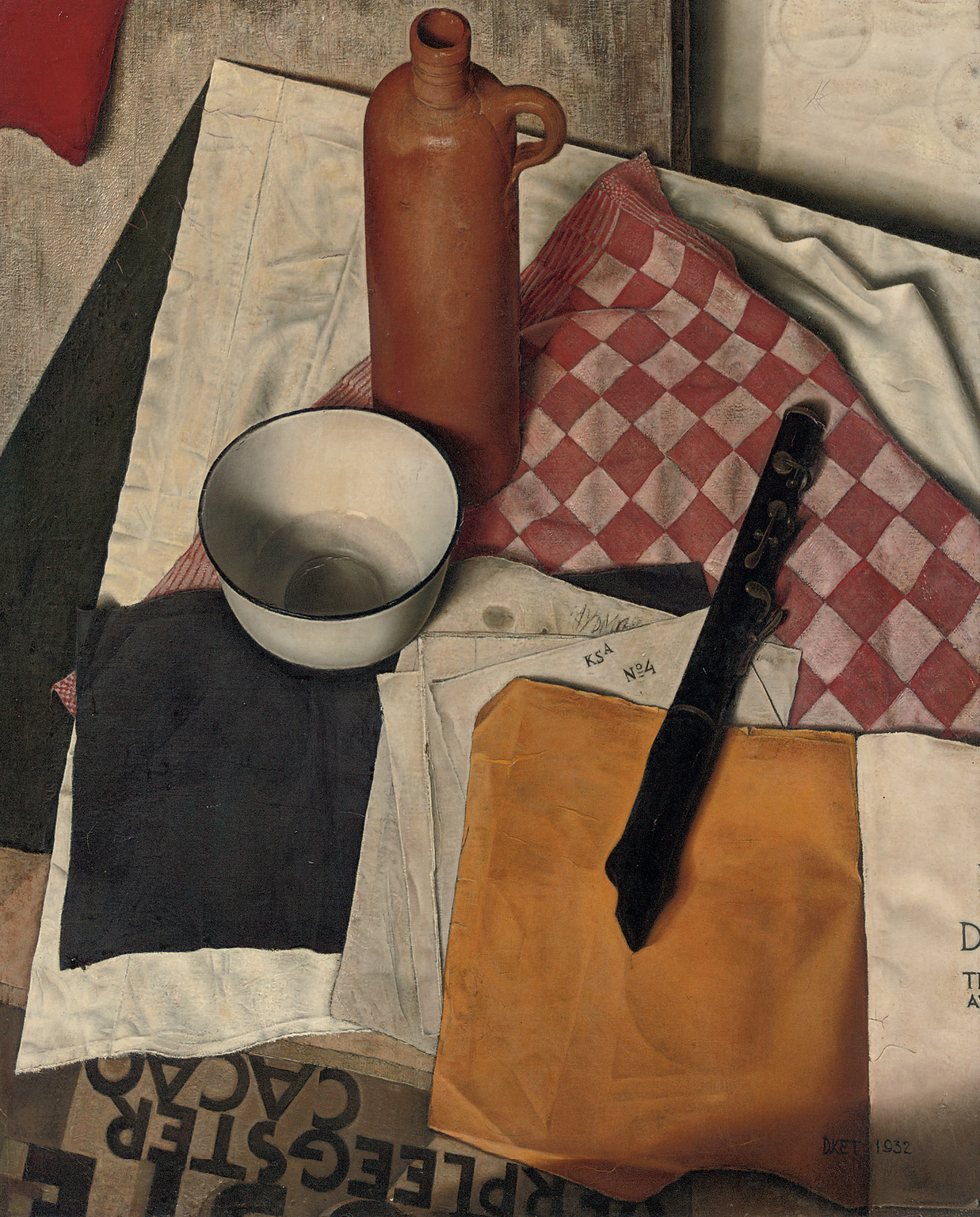
Stilleben (1932)
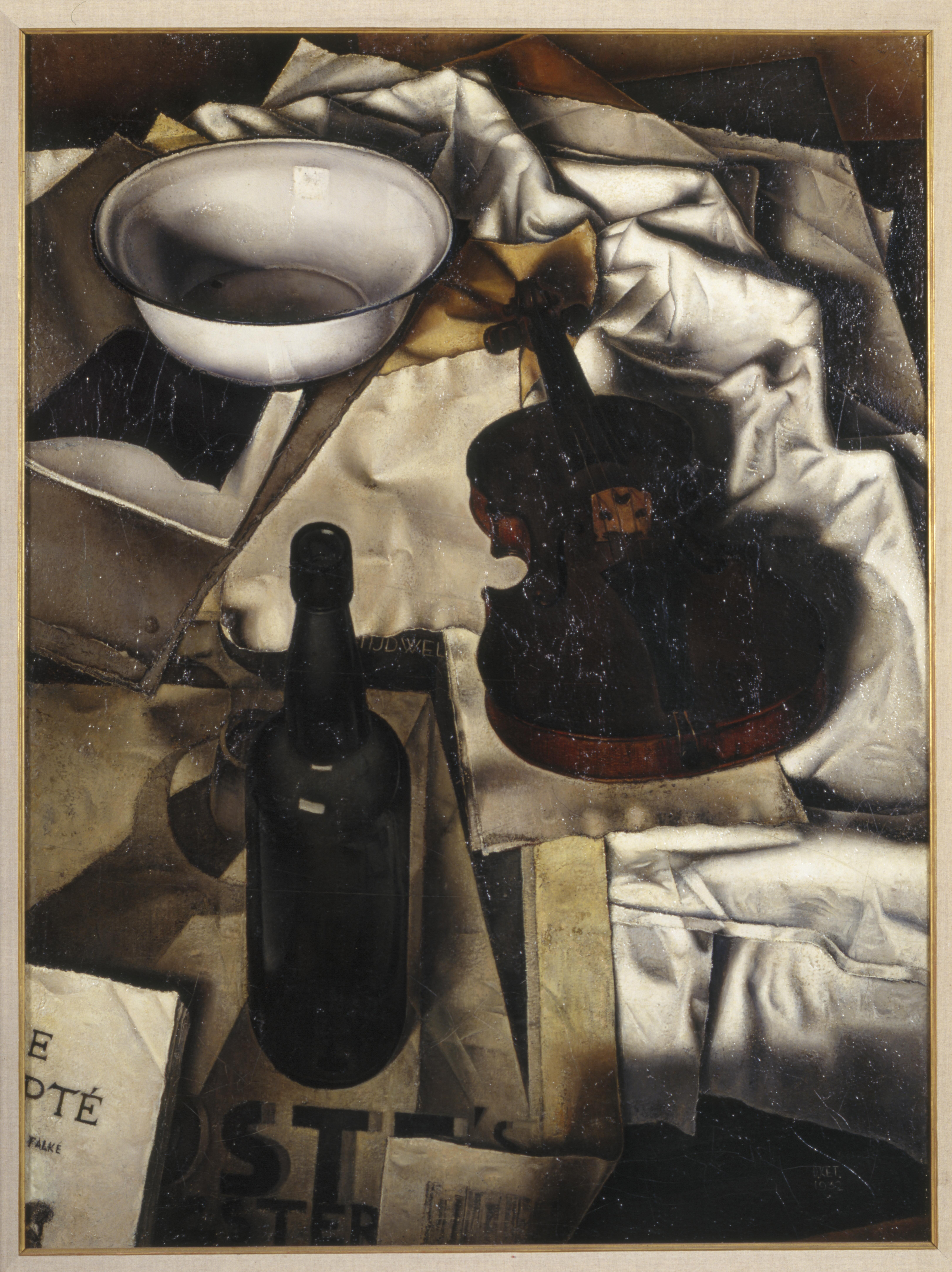
Stilleben (1932)
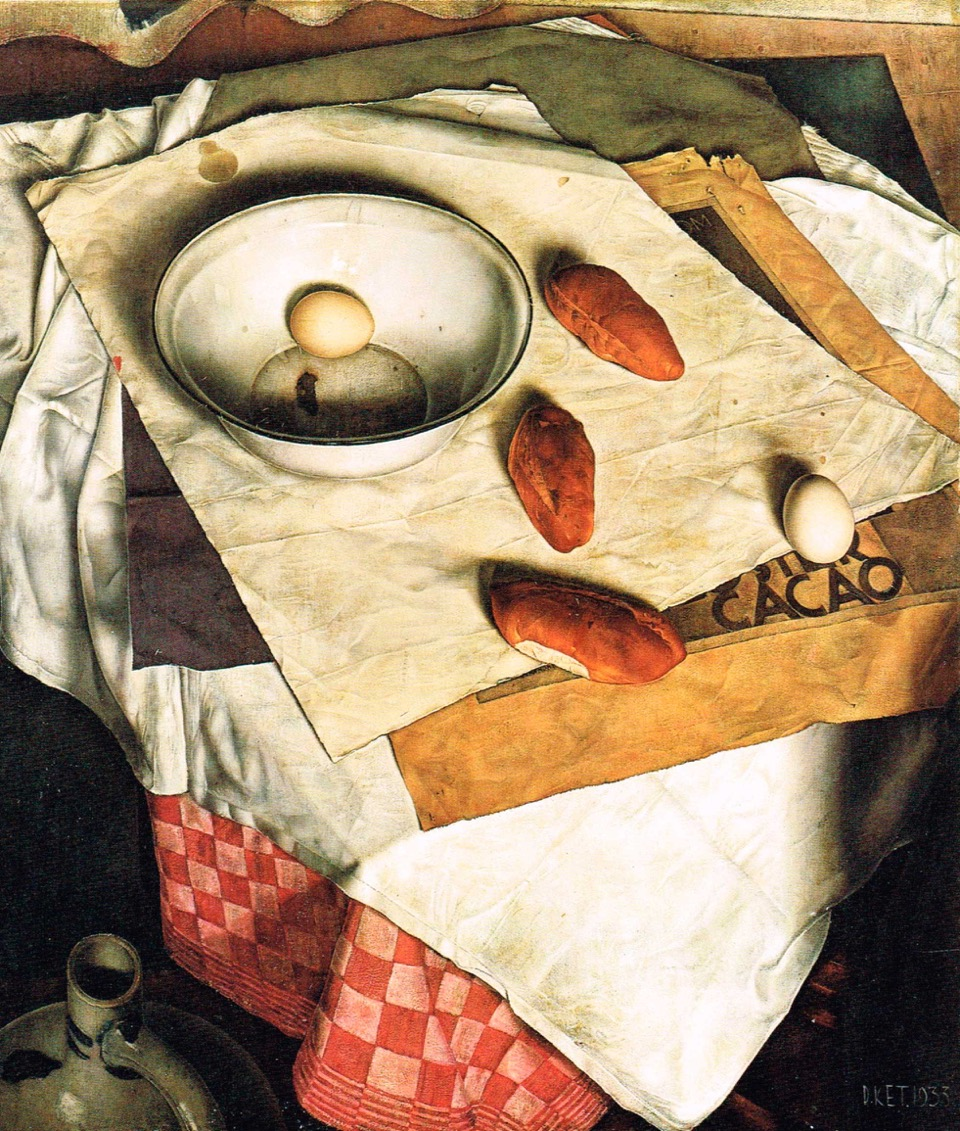
Stilleben (1935)
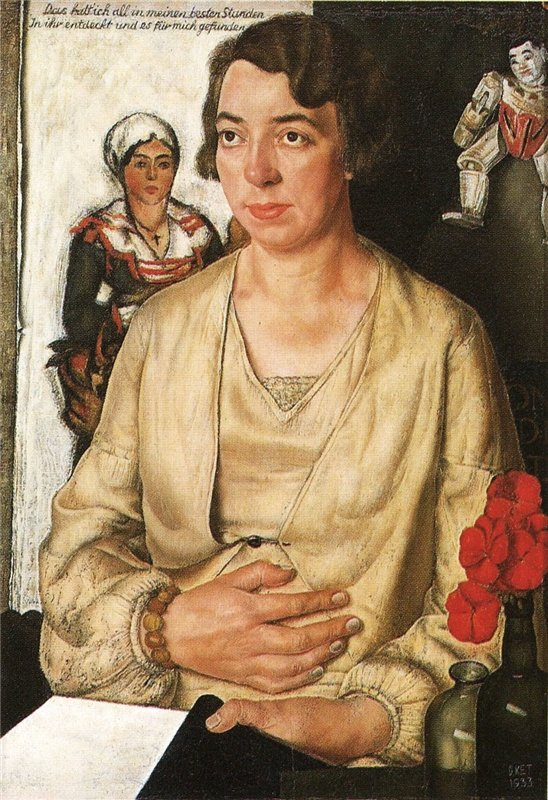
Nel Schilt
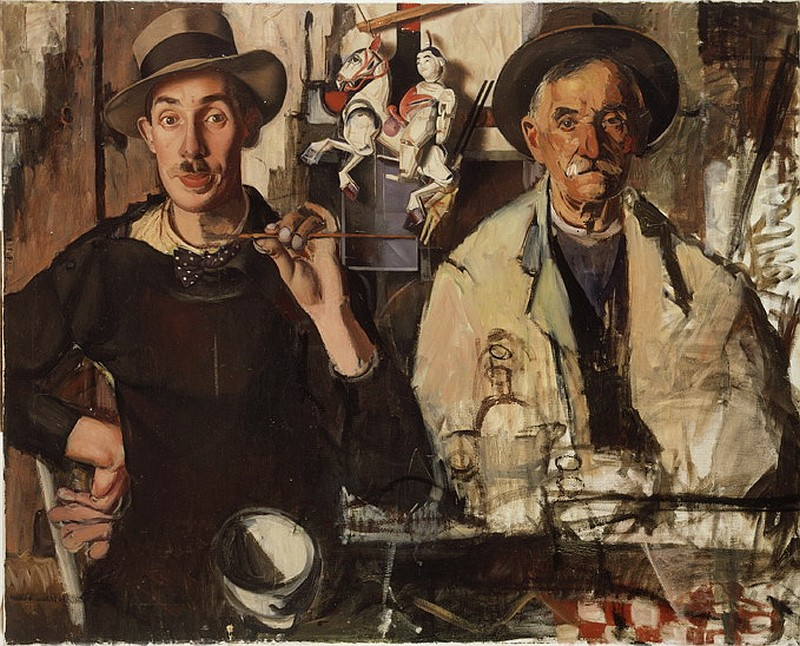
Mit Vater (1939)